# Konstal 1Mw
1Mw – typ dwukierunkowych, czteroosiowych wąskotorowych wagonów silnikowych wyprodukowanych w Chorzowskiej Wytwórni Konstrukcji Stalowych Konstal w latach 1960–1966 w liczbie 4 sztuk, przystosowanych do kursowania na torze o rozstawie szyn 750 mm. Na PKP wagony te nosiły oznaczenia Mx-201 do 204, zmienione następnie na MBxd1-201 do 204.

## Geneza
W latach 50. XX wieku Centralny Zarząd Kolei Dojazdowych podjął działania zmierzające do zastąpienia w ruchu osobowym pociągów prowadzonych trakcją parową wagonami silnikowymi. W roku 1958 zlecono produkcję takich pojazdów Chorzowskiej Wytwórni Konstrukcji Stalowych Konstal oraz przekazano jej dokumentację opracowaną przez Centralne Biuro Konstrukcyjne Przemysłu Taboru Kolejowego w Poznaniu.

## Konstrukcja
1Mw to dwukierunkowy czteroosiowy wagon silnikowy pierwotnie napędzany silnikiem wysokoprężnym typu Wola DTK 150 o mocy 150 KM i wyposażony w pięciostopniową przekładnię mechaniczną (skrzynię biegów) typu Jelcz sterowaną pneumatycznie. Napęd ze skrzyni biegów był przenoszony za pomocą wału Cardana do przekładni nawrotnej, a następnie na obie osie jednego z wózków (układ osi B'2'). Pojazd wyposażony jest w hamulec pneumatyczny systemu Westingouse’a (typ XR1).
W latach 80. XX wieku podczas napraw głównych silniki Wola DTK 150 wymieniono na nowocześniejsze i mocniejsze silniki typu Wola-Henschel 14H6, skrzynie biegów zastąpiono pochodzącymi z samochodów KAMAZ, zaś przekładnie osiowe – pochodzącymi z lokomotyw serii Lxd2.
Pudło wagonu wykonano ze stali. Wnętrze wagonu podzielone jest na cztery przedziały: przedział pasażerski (a w nim 32 stałe miejsca siedzące i 4 rozkładane), przedział silnikowy (umieszczony w środkowej części wagonu, dzielący część pasażerską na dwie części) oraz dwie kabiny maszynisty – po jednej na każdym końcu wagonu. Kabiny pierwotnie były dość niewielkie, a obok nich znajdowały się przedsionki i drzwi do przejścia międzywagonowego. Z czasem przejścia międzywagonowe i przedsionki zlikwidowano dzięki czemu powiększono kabinę maszynisty i utworzono w niej miejsce dla kierownika pociągu.

## Eksploatacja
Pierwszy z wyprodukowanych wagonów typu 1Mw (Mx201, później przenumerowany na MBxd1-201) przekazano w roku 1960 do eksploatacji próbnej na Krotoszyńską Kolej Dojazdową (Parowozownia Pleszew). Mimo tego, że w początkowym okresie eksploatacji wagon sprawował się dobrze, szybko pojawiły się liczne usterki. Największe problemy sprawiała skrzynia biegów oraz przekładnie osiowe. W celu usunięcia usterek wagon wysłano do producenta.
Wszystkie wagony typu 1Mw eksploatowano pierwotnie na Krotoszyńskiej Kolei Dojazdowej, skąd z czasem trafiły na inne koleje – Śmigielską Kolej Dojazdową oraz Kujawskie Koleje Dojazdowe. W połowie lat 80. XX wieku wszystkie cztery wagony trafiły na Wrocławską Kolej Dojazdową, gdzie pracowały aż do jej likwidacji w roku 1991. Po likwidacji Wrocławskiej KD wagony przesłano do Lokomotywowni Krośniewice. Do dziś zachowały się dwa z czterech wyprodukowanych wagonów. Jeden z nich nadal stacjonuje w Krośniewicach, drugi – na stacji Rogów Towarowy Wąskotorowy (Kolej Wąskotorowa Rogów – Rawa – Biała).
W listopadzie 2012 roku Starostwo Powiatowe w Gnieźnie sprzedało na złom odstawiony od 10 lat zdewastowany wagon MBxd1-201 (prototyp), co wywołało poruszenie prasy branżowej. Jedynie część podzespołów udało się odkupić Fundacji Polskich Kolei Wąskotorowych w celu użycia przy planowanej odbudowie wagonu 203.
| Oznaczenie pierwotne | Rok produkcji | Oznaczenie obecne | Numer CETAR    | Przebieg służby | Stan             |
| -------------------- | ------------- | ----------------- | -------------- | --- | ---------------- |
| Mx201                | 1960          | MBxd1-201         | 00-380024960-3 | Pleszew Wąsk. (1960-1975), Śmigiel (1975-1987), Trzebnica Gaj (1987-1992) Krośniewice (1992-2002) Gniezno Wąsk. (2002-2012)                         | Złomowany (2012) |
| Mx202                | 1965          | MBxd1-202         | 00-380024961-1 | Pleszew Wąsk. (1965-1966), Krośniewice (1966-1969), Pleszew Wąsk. (1969-1971) Śmigiel (1971-1986) Trzebnica Gaj (1986-1992) Krośniewice (1992-1997) | Złomowany (1997) |
| Mx203                | 1965          | Mx-203            | 00-380024962-9 | Pleszew Wąsk. (1965-1985), Trzebnica Gaj (1985-1991), Krośniewice (1991-2001) Piotrków Trybunalski Wąsk. (2001-2003) Rogów Wąsk. (od 2003)          | Odstawiony       |
| Mx204                | 1966          | MBxd1-204         | 00-380024963-7 | Pleszew Wąsk. (1967-1977), Śmigiel (1977-1987), Trzebnica Gaj (1987-1991) Krośniewice (od 1991)                                                     | Sprawny          |

## Oznaczenia

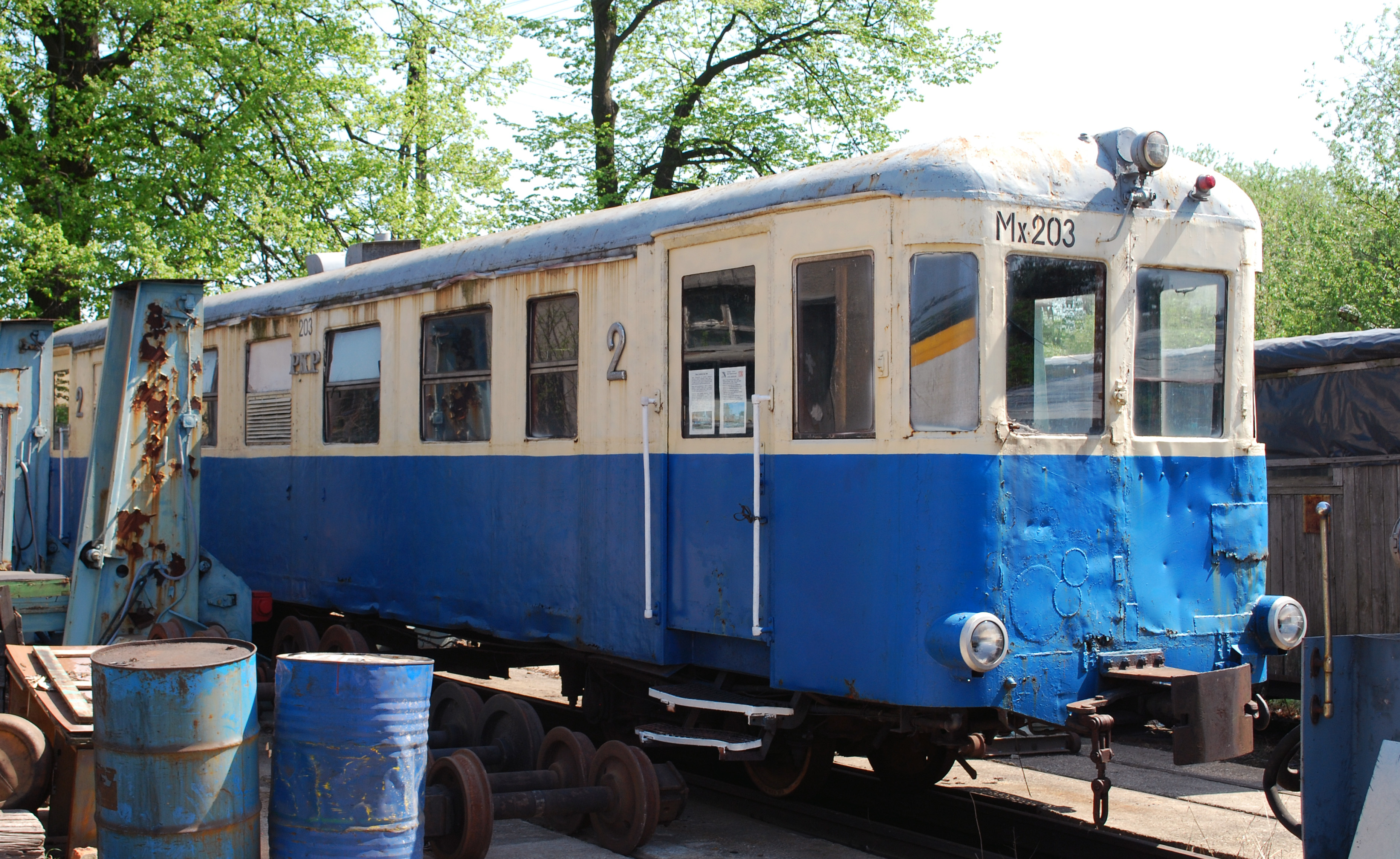
MBxd1 (Mx) - 203 w Rogowie

Pierwotnie wagony otrzymały oznaczenie serii Mx i numery inwentarzowe kolejno od 201 do 204. Pomimo tego, że 1 stycznia 1961 roku weszły w życie nowe przepisy o znakowaniu taboru wąskotorowego (instrukcja WM-11), to wagony te zachowały stare oznaczenia do czasu zmiany ich malowania z fabrycznego (kremowo-niebieski) na seledynowo-zielone z pomarańczowym pasem. Zgodnie z nowymi przepisami wagony uzyskały wtedy oznaczenie serii MBxd1 oraz zachowały dotychczasowe numery taborowe. W roku 1975 wagony zyskały dodatkowe oznaczenia – ujednolicone dwunastocyfrowe numery CETAR zachowując jednocześnie dotychczasowe oznaczenie serii oraz numery inwentarzowe.